# Suzana in starca (Rembrandt)
Suzana in starca je slika nizozemskega umetnika Rembrandta iz obdobja baroka. To je oljna slika na tabli Peltogyne, dokončana leta 1647. Prikazuje zgodbo o Suzani, devterokanoničnem besedilu iz Danielove knjige v Svetem pismu. Slika je trenutno shranjena v Gemäldegalerie v Berlinu.

## Zgodovina

### Ustvarjanje
Ko je Rembrandt naslikal Suzano in starca, religiozne teme v umetnosti niso bile tako pogoste kot v drugih delih Evrope, večino takšnih slik je ustvaril Rembrandt sam. To je bilo posledica vzpona protestantizma na Nizozemskem in izgube naklonjenosti katoliške tradicije v tistem času. Čeprav je Rembrandt preučeval številne sodobne teme za svoje delo, je še vedno nadaljeval z raziskovanjem svetopisemskih tem, kljub njihovi vse manjši priljubljenosti. Sprva je Suzano in starca temeljil na eni z istim imenom svojega učitelja Pietra Lastmana. Rembrandt je kopiral Lastmanovo sliko v risbi ok. 1636 kot študijo za lastno delo. Slika, ki jo je Rembrandt dokončal leta 1647, je precej drugačna po kompoziciji od Lastmanove, razen nekaj podobnosti v ozadju. Medtem ko v Lastmanovi Suzani vse figure zavzemajo bolj pasivne vloge, je Rembrandtov prizor aktiven, kjer starec prime Suzano, medtem ko ona suče svoje telo, da bi pobegnila. Samo palača v ozadju odmeva delo njegovega mentorja. Kmalu po tem, ko je Rembrandt dokončal delo leta 1647, se zdi, da ga je prodal zbiratelju po imenu Adriaen Banck za ceno 500 florinov.

### Kasnejše spremembe
Leta 2015 je bilo odkrito, da je slikar in zbiratelj sir Joshua Reynolds spremenil Suzano in starca, potem ko jo je pridobil za svojo zbirko v poznem 18. stoletju. Rentgenski pregledi so razkrili, da so bili veliki deli originalnega dela prebarvani, drugi deli pa so bili odstranjeni s topili. Reynolds je spremenil dobro večino ozadja, pri čemer je nedotaknjenih pustil le Rembrandtove figure, babilonsko palačo v daljavi in nekaj elementov v ospredju. Ni jasno, zakaj je Reynolds naredil tako obsežne spremembe na sliki, vendar je znano, da je spreminjal dela v svoji zbirki.

### Lastništvo
- Zbirka Adriaena Bancka, 1647
- Zbirka Adriaena Maena, 1660
- Zbirka barona Schonborna, 1738
- Zbirka J. A. J. Aveda, 1766
- Zbirka Edmunda Burka, 1769
- Zbirka sira Joshue Reynoldsa, 1795
- Kupil Wilhelm von Bode za muzej Kaiser-Friedrich v Berlinu, 1883

## Vsebina
Slika prikazuje zgodbo o Suzani iz katoliškega izročila. Suzana in starca so bili razmeroma pogost svetopisemski prizor, ki so ga upodabljali umetniki, in obstajajo primeri mnogih preteklih umetnikov, Pieter Lastman je pomemben primer. Tradicionalno so si to zgodbo razlagali kot o Božji zvestobi in pravičnosti; ko je Suzana neupravičeno obtožena in ji grozi usmrtitev, moli in jo reši moder načrt, ki ga Daniel pripravi, da bi preizkusil pričevanje starcev. Umetniki, ki slikajo ta prizor, so ga navadno prepojili z erotiko in predstavili Suzano na mamljiv način. Večina upodobitev te zgodbe prikazuje Suzano kot skušnjavo ali Veneri podobno figuro. To je na primer še posebej vidno v različici Suzane Alessandra Allorija, kjer se skoraj zdi, kot da se pogovarja z moškimi, namesto da bi poskušala pobegniti. V drugih, kot je Lastmanova, je vdor starcev videti bolj kot manjša nadloga in ne kot napad. Rembrandtovo delo pa daje prednost bolj utemeljenemu pripovedovanju zgodbe, brez dodatne privlačnosti, s poudarkom na moralnem vidiku in Suzani kot žrtvi.

## Vizualni opis
Rembrandtova Suzana se bistveno razlikuje od prejšnjih različic. Medtem ko so prejšnje slike imele čutno, erotično lastnost, je Rembrandt to prikazal bolj kot poskus napada, kot je opisano v zgodbi. Suzana se poskuša umakniti starcu, ki ji je prijel oblačilo. Z gledalcem vzpostavi očesni stik in morda prosi za pomoč. Predlagano je bilo tudi, da gledalec na nek način postane udeleženec, namesto skritega voajerja kot pri drugih različicah. Njen izraz je videti zaskrbljen, za razliko od prejšnjih različic slike, kjer bi bila videti zmedena ali celo poželjiva. S tem postane manj erotičen komad za pokrovitelja in bolj o sami zgodbi. Slika ima bogate barve ter intenzivno senco in svetlobo, po katerih je znan Rembrandt. Suzana se slači in stopi v bazen za kopel, ko jo zmotita starejša. Videti je vznemirjeno, ko jo mlajši od obeh zgrabi za haljo in se zgrinja navzdol. Številne značilnosti slike imajo orientalistični pridih. Primere je mogoče videti v okolici, ki je bujna, z zelo gostim tropskim listjem, ki obkroža bazen in obdaja skrajni breg reke. Oblačila, ki jih nosijo starejši, so še en primer, zlasti turbani, ki jih nosijo. Poleg tega je v ozadju vidna babilonska palača. Te 'vzhodne' značilnosti so nizozemski umetniki poznali po knjigah z ilustracijami trgovcev, ki so bili v Aziji in zapisovali, kar so videli. Te značilnosti so vrsta fantazije, ki temelji na pisnih informacijah, skicah in drugih poročilih iz druge roke.
Različne Rembrandtove študije za Suzano in starca
- Louvre (HdG 58)
- Privatna zbirka (HdG 59)
- musée Bonnat (HdG 60)